# Duracell
«Duracell» — торгова марка побутових батарейок, що випускаються транснаціональною компанією Procter & Gamble, яка в 2005 поглинула колишнього власника — компанію Gillette. Випускаються з 1930 року в місті Бетел, США; останнім часом випускаються на заводах у різних точках світу. Крім того, Duracell володіє торговою маркою Procell — під нею випускаються батарейки для професійного використання.

## Продукція
Duracell випускає батарейки основних типорозмірів, таких як AAA, AA, C, D, 9-вольта батарейка, іменована в побуті «Крона», а також батарейки CMOS для материнських плат (CR2032). Також випускаються рідкісні елементи типорозмірів AAAA (використовуються переважно для малогабаритних пейджерів, авторучок з ліхтариками та портативних вимірювачів рівня глюкози в крові); крім того, випускається широкий модельний ряд мініатюрних елементів живлення — для калькуляторів, наручних годинників, слухових апаратів та інших мініатюрних (переважно, медичних) приладів.

Duracell також випускає акумуляторні батареї.

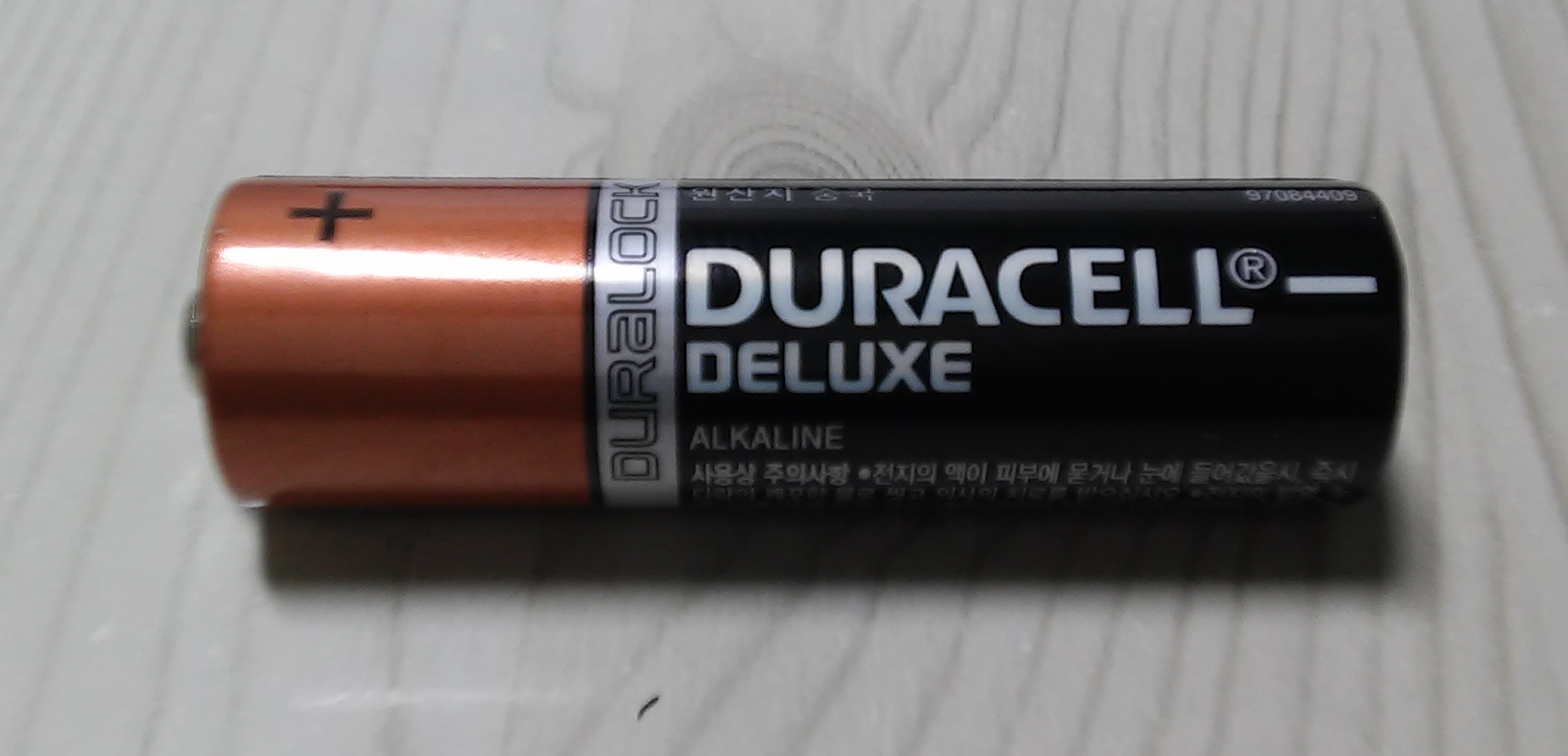
Duracell акумулятор

## Історія
Компанія «Duracell» з'явилася завдяки співпраці вченого Семюеля Рубена (англ. Samuel Ruben) та бізнесмена Філіпа Роджерса Меллорі (англ. Philip Rogers Mallory), що розпочалася в 1920-х роках. «P.R. Mallory Company» випускала ртутні елементи живлення для військової техніки, які за використовуванням випереджали повітряно-цинкові елементи практично у всіх областях застосування. До 1970-х років, коли стали явними негативні екологічні та санітарні недоліки використання ртуті, використання ртутних елементів практично припинилося; на масовому ринку їх замінили лужні (алкалінові) елементи.
В 1950-ті роки, компанія Kodak стала випускати на ринок фотоапарати із вбудованим спалахом; технологія вимагала впровадження нових стандартів на батарейки, і був розроблений стандарт AAA.
1964 року слово «Duracell» було оформлено як бренд. Назва є скороченням від слів «durable cell» (тривалий за часом елемент живлення).
До 1980 року батарейки також носили бренд Mallory. «P.R. Mallory» була викуплена компанією Dart Industries 1978 року, потім вона була злита з фірмою Kraft Foods 1980 року. Kohlberg Kravis Roberts купила Duracell 1988 року і роком пізніше зробила компанію публічною. 1996 року бренд був викуплений компанією Gillette.
Бренд «Dynacharge» є також торговою маркою Duracell.